# Partido Comunista del Ecuador
Die Partido Comunista del Ecuador (PCE) ist eine 1926 entstandene ecuadorianische Partei. Sie vertritt einen marxistisch-leninistischen Standpunkt.
1926 als Sozialistische Partei Ecuadors (spanisch Partido Socialista del Ecuador, kurz: PSE) gegründet, nahm sie 1931 ihren noch bis heute gültigen Namen an.

## Geschichte
Vorläufer der Kommunistischen wie der Sozialistischen Partei Ecuadors waren die im September 1925 in Quito gegründeten Núcleo Socialista de Pichincha und Sección Comunista de Propaganda y Acción Lenin, die ihrerseits hauptsächlich von den Aktivisten der 1924 gegründeten, kurzlebigen Zeitung La Antorcha (darunder Ricardo Paredes, Leonardo Muñoz und der Dichter Jorge Carrera Andrade) getragen wurden. Der mexikanische Politiker und Diplomat Rafael Ramos Pedrueza stand Pate bei der Gründung der Sección Comunista. Die Sección Comunista löste sich bald darauf nach der Abberufung Ramos Pedruezas aus Ecuador auf, während 1926 der Partido Socialista Ecuatoriano (PSE), die Sozialistische Partei Ecuadors gegründet wurde. Bei ihrer Gründung war die Partei intern gespalten. Sie trat im zweiten Versuch der Kommunistischen Internationale bei, auf deren sechsten Kongress Ricardo Paredes der einzige ecuadorianische Vertreter war, nachdem dem stärker sozialistisch/linksliberal orientierten Generalsekretär Carrera Andrade nicht rechtzeitig ein Visum für die Sowjetunion erteilt worden war. In der Folge löste Paredes Carrera Andrade als Generalsekretär ab und verfolgte einen Kurs der Ausrichtung des PSE als kommunistische Partei, die 1929 in Partido Socialista Ecuatoriano, sección de la III Internacional Comunista umbenannt wurde. 1931 kam es zum Bruch zwischen moskau-treuen revolutionären Kommunisten und stärker reformorientierten „Sozialisten“ in der Partei, die in der Folge unter Führung von Paredes in „Partido Comunista del Ecuador“ umbenannt wurde. 1933 wurde von Mitgliedern, die nicht der Linie der kommunistischen Partei folgten, die Sozialistische Partei neu gegründet.
Ihren größten Erfolg erreichte die Partei bei den Parlamentswahlen 1944, als sie 15 von 85 Sitzen errang. Als Nachrückerin wurde Nela Martínez 1945 die erste weibliche Parlamentsabgeordnete in der Geschichte Ecuadors. 1946 wurde die Partei verboten, viele Mitglieder wurden verhaftet. Während der Präsidentschaft von Galo Plaza Lasso wurde sie wenige Jahre später wieder zugelassen und in den 1960er Jahren von der Militärjunta unter Ramón Castro Jijón erneut verboten. Während dieser zweiten Verbotsphase spaltete sich 1964 der maoistische Partido Comunista Marxista Leninista del Ecuador vom PCE ab. Nach der dauerhaften Rückkehr zur Demokratie nach 1978 erreichte die kommunistische Partei als bedeutender Teil der Koalition Frente Amplio de Izquierda (FADI) bei den Parlamentswahlen 1986 nochmals  Parlamentsbeteiligung. Die FADI fusionierte 1995 mit der Sozialistischen Partei Ecuadors.
Heute hat der Partido Comunista del Ecuador erheblich an Einfluss eingebüßt und ist nur noch in wenigen Gebieten und meist in Wahlbündnissen einflussreich. Nur die Juventudes Comunistas del Ecuador und die Gewerkschaftsarbeit der Kommunisten in der Confederación de Trabajadores del Ecuador sind von größerer Bedeutung.